# 8712 Suzuko
A 8712 Suzuko (ideiglenes jelöléssel 1994 TH2) a Naprendszer kisbolygóövében található aszteroida. Endate Kin és Vatanabe Kazuró fedezte fel 1994. október 2-án.